# مگس بادام‌زمینی
مگس بادام‌زمینی(نام علمی: Fulgora) نام یک سرده از تیره مگس‌های فانوس است.